# مكيل

تعديل مصدري - تعديل

مكيل هي إحدى قرى عزلة القارة بمديرية رصد التابعة لمحافظة أبين، بلغ تعداد سكانها 403 نسمة حسب تعداد اليمن لعام 2004.